# SV2B
SV2B‏ (Synaptic vesicle glycoprotein 2B) هوَ بروتين يُشَفر بواسطة جين SV2B في الإنسان.